# Jean Paulo Fernandes Filho
Jean Paulo Fernandes Filho, mais conhecido apenas como Jean (Salvador, 26 de outubro de 1995), é um futebolista brasileiro que atua como goleiro. 

## Carreira

### Bahia
Jean nasceu em Salvador, na Bahia, onde também começou a jogar futebol pelas categorias de base do Bahia, sendo promovido ao time principal em 2015. Em fevereiro de 2015, ele teve oportunidade de ser titular da equipe, aproveitando as lesões de alguns companheiros de posição. No final do mesmo mês ele assinou um novo contrato de três anos com o clube.
Fez sua estreia na equipe principal no dia 9 de maio de 2015. A partida foi um empate por 1 a 1 fora de casa contra o América Mineiro, pela Série B do Campeonato Brasileiro. Ficou no banco durante a maior parte da campanha de promoção do clube para a Série A, jogando apenas três partidas.
Jean tornou-se titular indiscutível do Bahia durante a temporada de 2017, fazendo sua estreia na Série A em 14 de maio de 2017, em um 6 a 2 na Fonte Nova contra o Athletico Paranaense. Ele jogou em todas as 38 partidas do campeonato desse ano, e o Bahia terminou na 12.ª colocação, classificando-se para a Copa Sul-Americana de 2018.
As boas atuações em 2017 renderam especulações sobre sua possível transferência, havendo o interesse de grandes clubes brasileiros e estrangeiros, entre eles Real Madrid, Benfica e Paris Saint-Germain. O São Paulo tomou a frente das negociações e contratou o jogador, oferecendo ao Bahia nove milhões de reais e um jogador a ser negociado depois. Além disso, o São Paulo cederia a parte dos direitos econômicos que possuía sobre o meia Régis, atleta do Bahia que havia sido revelado pelo Tricolor Paulista.

### São Paulo
Jean assinou contrato de cinco anos com o São Paulo em 22 de dezembro de 2017. O Tricolor Paulista desembolsou seis milhões de reais por 75% dos seus direitos econômicos, com os outros 25% custando quatro milhões, caso o atleta atingisse a meta de ser titular em 60% das partidas disputadas pelo clube entre janeiro de 2018 e junho de 2019. Sua estreia pelo clube foi em 28 de fevereiro de 2018, em uma vitória do São Paulo por 2 a 0 sobre o CRB, pela Copa do Brasil.
Após ser preso por agressão à sua esposa, em 18 de dezembro de 2019 o São Paulo decidiu inicialmente pela rescisão do contrato, que iria até 2022, poucas horas depois, e aguardou apenas o fim do período de férias para consumar a decisão. Porém, após advogados do clube alertarem que, em caso de demissão, o clube teria de pagar todos os salários e direitos trabalhistas até 2022 o São Paulo decidiu pela suspensão do contrato até dezembro de 2020. Dessa forma, a rescisão só ocorrerá nessa última data ou em caso de contratação do atleta por outra agremiação. O Ceará chegou a demonstrar interesse na contratação de Jean, porém desistiu por pressão da torcida e acabou contratando o goleiro Fernando Prass.

### Atlético Goianiense
No dia 13 de janeiro de 2020, assinou contrato de empréstimo com o Atlético Goianiense até o fim do ano.

### Cerro Porteño
Em 26 de março de 2021, o São Paulo acertou o seu empréstimo ao Cerro Porteño.
No dia 13 de janeiro de 2022, o Cerro Porteño oficializou a compra definitiva e a renovação de contrato com o goleiro Jean até 2025. Para adquirir o brasileiro, o clube paraguaio desembolsou US$ 1,1 milhão (cerca de R$ 6,2 milhões) ao São Paulo.
No dia 19 de maio de 2025, o Cerro Porteño anunciou a saída do goleiro Jean. Ao longo de quatro temporadas no time paraguaio, Jean atuou em 166 partidas pelo clube.

## Seleção Brasileira
No dia 15 de maio de 2015, Jean foi convocado pela primeira vez para a Seleção Brasileira Sub-20. Também foi convocado para a Copa do Mundo Sub-20 desse mesmo ano, sendo titular dessa campanha que fez do Brasil vice-campeão da competição.

## Estatísticas
Última atualização em 13 de setembro de 2020.

### Clubes
| Clube               | Temporada | Campeonato nacional[a] | Campeonato nacional[a] | Copa nacional[b] | Copa nacional[b] | Competições continentais[c] | Competições continentais[c] | Outros competições[d] | Outros competições[d] | Total | Total |
| Clube               | Temporada | Jogos                  | Gols                   | Jogos            | Gols             | Jogos                       | Gols                        | Jogos                 | Gols                  | Jogos | Gols  |
| ------------------- | --------- | ---------------------- | ---------------------- | ---------------- | ---------------- | --------------------------- | --------------------------- | --------------------- | --------------------- | ----- | ----- |
| Bahia               | 2015      | 2                      | 0                      | —                | —                | —                           | —                           | 14                    | 0                     | 16    | 0     |
| Bahia               | 2016      | 3                      | 0                      | —                | —                | —                           | —                           | 1                     | 0                     | 4     | 0     |
| Bahia               | 2017      | 38                     | 0                      | 2                | 0                | —                           | —                           | 16                    | 0                     | 56    | 0     |
| Bahia               | Total     | 43                     | 0                      | 2                | 0                | 0                           | 0                           | 31                    | 0                     | 76    | 0     |
| São Paulo           | 2018      | 10                     | 0                      | 2                | 0                | 2                           | 0                           | 4                     | 0                     | 18    | 0     |
| São Paulo           | 2019      | 0                      | 0                      | 0                | 0                | 0                           | 0                           | 1                     | 0                     | 1     | 0     |
| São Paulo           | Total     | 10                     | 0                      | 2                | 0                | 2                           | 0                           | 5                     | 0                     | 19    | 0     |
| Atlético Goianiense | 2020      | 26                     | 3                      | 3                | 1                | —                           | —                           | 2                     | 0                     | 29    | 4     |
| Atlético Goianiense | Total     | 34                     | 5                      | 3                | 1                | 0                           | 0                           | 2                     | 0                     | 37    | 6     |

- a. ^ Jogos do Campeonato Brasileiro (Série A e Série B)
- b. ^ Jogos da Copa do Brasil
- c. ^ Jogos da Copa Sul-Americana e Copa Libertadores da América
- d. ^ Jogos do Campeonato Baiano, Campeonato Paulista, Copa do Nordeste, Campeonato Goiano, torneios e amistosos

## Vida pessoal
O ex-goleiro Jean Paulo Fernandes é pai de Jean, assim como o filho ele também foi da categoria de base do Bahia e ídolo do tricolor baiano na década de 90.

### Agressão à esposa e prisão
Em 18 de dezembro de 2019, Jean foi detido nos Estados Unidos após ser acusado por sua esposa de tê-la agredido. O São Paulo, seu clube na época, decidiu rescindir seu contrato, que iria até 2022, mas iria aguardar o fim do período de férias para consumar a decisão. No entanto, o clube optou apenas pela suspensão do contrato do atleta. A decisão foi tomada tendo em vista que em caso de rescisão imediata, o clube teria de arcar com salários e direitos trabalhistas até 2022.[carece de fontes?]

## Títulos
Bahia[carece de fontes?]
- Campeonato Baiano: 2015
- Copa do Nordeste: 2017

Atlético Goianiense[carece de fontes?]
- Campeonato Goiano: 2020

Cerro Porteño[carece de fontes?]
- Campeonato Paraguaio: 2021